# Villa Mosca
Villa Mosca è una villa settecentesca sita a Chiavazza, sobborgo di Biella, in Piemonte.
La villa si trova al centro di un maestoso giardino, tra i più belli del circondario, ricco di varietà arboree, che fu realizzato con intenti scenografici secondo il gusto del '700, in modo che il suo punto focale fosse costituito dalla collina di San Gerolamo dominante l'adiacente città di Biella.
A Villa Mosca, il 18 maggio 1859, accolto da Angelo ed Olimpia Mosca, sostò Giuseppe Garibaldi, durante il trasferimento delle sue truppe verso la Lombardia. 
Prima di essere stata acquistata dalla famiglia Mosca, la villa era adibita a convento, collegato a quello di San Gerolamo, oggi di proprietà Sella.
La villa ospita un'edicola attribuita al Galliari.
La villa è divisa in due parti per epoca di ristrutturazione: una settecentesca affrescata dai Galliari e una tardo-ottocentesca.